# Chasmocranus rosae
Chasmocranus rosae är en fiskart som beskrevs av Eigenmann 1922. Chasmocranus rosae ingår i släktet Chasmocranus och familjen Heptapteridae. IUCN kategoriserar arten globalt som livskraftig. Inga underarter finns listade i Catalogue of Life.